# Drakulics elvtárs
A Drakulics elvtárs 2017 novemberétől 2018 február végéig forgatott, 2019-ben bemutatott színes, magyar filmvígjáték, Bodzsár Márk rendezésében, Nagy Zsolt, Walters Lili és Nagy Ervin főszereplésével.

## Történet
Magyarország, 1972. A kubai forradalmat is megjárt Fábián Béla (Nagy Zsolt) hazatér Magyarországra, hogy a vietnámiak részére jótékonysági véradást indítson. A kémelhárítás azonnal rászáll, hogy kiderítsék Fábián barát vagy ellenség. Az akcióval az élettársi kapcsolatban lévő Magyar Máriát (Walters Lili) és Kun Lászlót (Nagy Ervin) bízzák meg. Mária kísérőként próbál meg Fábián bizalmába férkőzni, Laci pedig (aki a megfigyelés és lehallgatás egyik nagy mestere) távolról figyeli az eseményeket, és amikor éppen nincs féltékenységi rohama, olyat csinál, ami nem a gyengéje: gondolkodik. Az akció során Fábián körül egyre több gyanús dolog történik: a 60-as éveiben járó férfi alig néz ki többnek 30-nál, laza a stílusa, egy vérvörös Mustanggal jár, döglenek utána a nők akiknek nagy kedvvel figyeli a nyakát, rosszul van a fokhagymától, ráadásul csatos üvegből vért iszik, az akaratával pedig tárgyakat mozgat és még repül is, csakúgy, mint a vámpírok. A dolgok akkor vállnak nehezebbé, amikor Kádár Jánosra (Rába Roland) a szovjetek ráparancsolnak, hogy szerezze meg Leonyid Iljics Brezsnyevnek az örök életet, ellenkező esetben elzárják a gázcsapokat.

## Szereplők
- Nagy Zsolt – Fábián Béla "Veres" (Drakulics elvtárs)
- Walters Lili – Magyar Mária "Madárka"
- Nagy Ervin – Kun László
- Thuróczy Szabolcs – Esvégh Miklós
- Znamenák István – Cserkó Jenő
- Szűcs Nelli – Cserkó Jenőné
- Rába Roland – Kádár János
- Balsai Móni – Barta Istvánné Nádja asszony
- Kerekes Éva – Telekes elvtársnő
- Borbély Alexandra – Ibolya
- Trill Zsolt – Galambos elvtárs
- Bödőcs Tibor – Szikra, konferanszié
- Pálos Hanna – Polláck Ilona
- Rezes Judit – Réti Lajosné
- Vinnai András – Vellai, bárpultos
- Balogh András – Giricz, TSZ-elnök
- Székely B. Miklós – Harangozó elvtárs
- Mészöly Anna – Takács Valéria
- Csépai Eszter – Szmola Béláné
- Nari Nguyen – Nguyen Thi Dinh
- Szandtner Anna – Híradós bemondó
- Thanh-Huy Phan – Jenő
- Veres Balázs – Kommunista Párt embere
- Teleky Tóth Dániel
- Bodzsár Márk

## Díjak
- 2020: Magyar Filmkritikusok díja – Legjobb női epizódalakítás: Kerekes Éva
- 2020: Magyar Filmkritikusok díja – Legjobb férfi epizódalakítás: Nagy Ervin
- 2020: Magyar Filmdíj – Legjobb női főszereplő: Walters Lili
- 2020: Magyar Filmdíj – Legjobb díszlet: Ágh Márton
- 2020: Magyar Filmdíj – Legjobb hang – Tőzsér Attila
- 2020: Magyar Filmdíj – Legjobb jelmez – Füzes Eszter

## Érdekességek
- A forgatás miatt a Gyermekvasút egyes járművei vörös csillagot kaptak, amit csak az utolsó jelenet leforgatása után vettek le a mozdonyokról, így ezek a mozdonyok heteken keresztül vörös csillaggal mentek ki a forgalomba az utasok nagy meglepetésére.[2]
- Nagy Ervin saját gyerekkori élményét is beleszőtte a filmbe. Annak idején a színész sokszor nézte nagypapájával A négy páncélos és a kutya című lengyel sorozatot, amelyben a hős páncélosok egy kutya segítségével győzték le az ellenséget. A nagypapája minden rész végén rituálisan kitüntette a kis Ervint egy „Kiváló dolgozó” jelvénnyel. Ezt az élményét a filmben is megosztja a nézőkkel az egyik jelenetben.
- A stáb a korabeli tárgyak kapcsán már sokkal inkább ragaszkodott a tényekhez. Ennek megfelelően eredeti fényképfelvételek alapján rekonstruálták Kádár János dolgozószobáját, a róla készült fotók felhasználásával alakították ki filmbeli ruhatárát, sőt még egy ugyanolyan Mercedes autót is szereztek, mint amilyen a hetvenes években a hivatali gépkocsija volt. Sőt beleszőtték a filmbe bizalmasának, állandó tolmácsának, Barta Istvánné Nádja asszonynak az alakját is, akit a filmben Balsai Móni játszik.[3]
- Beleszőtték a történetbe egy, a fővárosi helyszínektől több száz kilométerre fekvő nyírségi település, Tuzsér nevét is: már a film elején elhangzik, hogy Fábián Béla ott született és később is előkerül még a filmben e község neve.

## Nézettség
A nézettségi adatok szerint 82 187 jegyet adtak el rá.